# Пегава грозница Стеновитих планина
Пегава грозница Стеновитих планина (ПГСП) је озбиљана бактеријска болест иззазвана рикецијом (Rickettsia rickettsii) коју убодом шире крпељи. ПГСП спада у категорију болести познатих као пегаве рикециозне грознице (ПРГ), заједно са рикетсиозом (Rickettsia parkeri), крпељском грозницом пацифичке обале и рикециозним богињама. Пегава грозница Стеновитих планина добила је овај назив по томе што је први пут  идентификована у 19. веку у Стеновитим планинама,  а јавља се широм континенталног дела Сједињених Америчких Држава, западне Канаде и делова Централне и Јужне Америке.
Мање од 5.000 случајева пријављује се годишње само  у Сједињеним Америчким Државама, најчешће током јуна и јула.
Клиничка слика обично почиње грозницом и главобољом, да би се након неколико дана јавила оспе. која се генерално састоји од малих крвавих мрља које почињу на зглобовима и скочним зглобовима. Остали симптоми могу укључивати болове у мишићима и повраћање.
Дијагноза у раним фазама је тешка.Иако бројни лабораторијски тестови могу потврдити дијагнозу,  лечење би требало започети на основу клиничке слике.
Лечење ПГСП врши се антибиотиком доксициклином. Најбоље делује када се започне рано и препоручује се свим старосним групама, као и током трудноће.  Антибиотици се не препоручују за превенцију. 
Пре открића тетрациклина (1940-их година), више од 10% оних са ПГСП је умрло. Данас приближно 0,5% заражени умире због последица болести.
Дугорочне компликације након опоравка могу укључивати губитак слуха или губитак дела руке или ноге. 

## Епидемиологија
Иако се случајеви ПГСП јављају у САД, Канади, Мексику и Јужној и Централној Америци,  упркос свом имену, најчешћа је у Северној Каролини, Тенесију, Мисурију, Арканзасу и Оклахоми. Иако се пријављени случајеви јављају сваког месеца у години, већина случајева се ипак јавља у топлијим месецима (претежно у јуну и јулу), када су крпељи чести а људи више бораве напољу.
Одрасли и деца свих демографских група могу да добију пегаву грозницу Стеновитих планина. Међутим, пријављено је више случајева ПГСП код мушкараца и особа старијих од 40 година.

## Етиологија
Болест је узрокована рикецијом (Rickettsia rickettsii), врстом бактерије која се првенствено шири на људе америчким псећим крпељима, шумским крпељима Стеновитих планина и смеђим псећим крпељима. Ретко се болест шири трансфузијом крви.
Пегава грозница Стеновитих планина (ПГСП) може да погоди свакога ко је у близини крпеља, који обично живе у високој трави, у шумовитим подручјима и на кућним љубимцима којима је дозвољен боравак напољу.
R. rickettsii, бактерија  изазива пегаву грозницу Стеновитих планина, након што доспе у крвоток уједом крпеља. Напада крвне судове, мишићне ћелије и ткива. То може довести до цурења течности из крвних судова и накупљања у ткивима, што резултује оштећењем мишића, живаца и унутрашњих органа.
Пегава грозница Стеновитих планина није заразна болест и не може се ширити са особе на особу. 

### Фактори ризика
У већем ризику да се тешко разболите од ПГСП су:
- млађи су од 10 или старији од 70 година.
- особе које имају недостатак глукоза-6-фосфат дехидрогеназе (Г6ПД) .
- особе са ослабљеним имуним системом.

## Клиничка слика
Симптоми пегаве грознице Стеновитих планина почињу два дана до две недеље након уједа зараженог крпеља. Симптоми се обично развијају током неколико дана, почевши од грознице, главобоље, мучнине, повраћања и болова у мишићима, сок се оспа јавља у року од три дана код око 50% људи.  
Симптоми грознице Стеновитих планина укључују:
- високу температуру,
- главобољу,
- губитак апетита,
- бол или укоченост у мишићима,
- оспа, која обично почиње око ручних зглобова и скочних зглобова и шири се на друге делове тела.
- мучнина и повраћање, .
- бол у стомаку, .
- осетљивост на светлост (фотофобија).

Нешто касније, јављају се озбиљнији симптоми који укључују:
- збуњеност,
- кратак дах (диспнеја),
- анксиозност, нервоза или узнемиреност,
- напади, изазвани абнормалним електричним активностима у мозгу, праћени промене у свесности и контроли мишића,
- утрнулост или слабост.